# チャンネルα
『チャンネルα』（チャンネルアルファ）は、 2000年4月3日から2013年9月27日までの間、フジテレビ系列で平日に放送されていた、主にテレビドラマの再放送枠である。不況・収益悪化による経費節減のため、休日の姉妹放送枠チャンネルΣ・土曜α・日曜αが創設された。ここではそれについても記述する。

## 概要
1968年以来32年間続いたフジテレビの午後のワイドショー番組が2000年3月31日の「2時のホント」をもって一旦終了、フジテレビはこれ以降ローカル枠を新たに設定した。ドラマ・アニメ・バラエティの再放送を行っている。但し、重大ニュースが入った場合は差し替え放送となる。
2000年4月の枠創設時の第1回放送はテレビドラマ『ロングバケーション』（再放送）だった。
なお、一部時間帯で別番組を放送していた時期もあった。そのため、放送時間の短縮・拡大を繰り返していたが、2011年11月4日から12月2日（休日・祝日を除く）までワールドカップバレー2011とのコラボ番組「知りたがり! ワールドカップバレースペシャル」を15:57 - 16:53に生放送した結果、好評だったことに応じ、2012年4月2日から昼前の情報番組『知りたがり!』が平日14:00 - 15:52に2012年春の改編の目玉として移動した。そのため、昼のワイドショー番組枠の復活と同時に、放送時間が15:52 - 16:50と大幅短縮された。
その後、2013年春の改編で『知りたがり!』が終了し、4月1日から後継番組として13:58 - 15:30に『アゲるテレビ』が開始されることと、同日から『スーパーニュース』の放送開始時刻を16:30に繰り上げることが決定した。これに伴い、当番組は2013年4月1日以降、15:30 - 16:30に繰り上げ・拡大した。
9月27日をもって当枠を終了し、9月30日以降、14:00 - 16:50に2時間サスペンスや連続ドラマの再放送枠『ドラマチックα』を開始することが決まった。
2013年9月の枠終了時の最終回放送は情報バラエティ番組『おでかけ日和特別編 豪華俳優陣おすすめ秋のスイーツスペシャル全部おしえちゃいます!!』だった。
なお、一部系列では平日午後の再放送枠として、フジテレビ版とは別個に、独自の放送時間・内容で放送している局があった。また、フジテレビでの『チャンネルα』終了後も引き続き、同枠名での放送を継続している系列もある。

## 放送時間
| 期間       | 期間       | 放送時間（日本時間）   | 放送時間（日本時間）   | 放送時間（日本時間）   | 放送時間（日本時間）   |
| 期間       | 期間       | 月曜                   | 月曜                   | 火曜 - 木曜            | 金曜                   |
| 期間       | 期間       | 第1部                  | 第2部                  | 火曜 - 木曜            | 金曜                   |
| ---------- | ---------- | ---------------------- | ---------------------- | ---------------------- | ---------------------- |
| 2000.4.3   | 2001.9.28  | 14:05 - 16:55（170分） | 14:05 - 16:55（170分） | 14:05 - 16:55（170分） | 14:05 - 16:55（170分） |
| 2001.10.1  | 2001.10.26 | 14:05 - 16:55（170分） | 14:05 - 16:55（170分） | 14:05 - 16:55（170分） | 14:05 - 16:25（140分） |
| 2001.10.29 | 2002.1.11  | 15:00 - 16:55（115分） | 15:00 - 16:55（115分） | 15:00 - 16:55（115分） | 15:00 - 16:25（85分）  |
| 2002.1.18  | 2002.3.29  | 15:00 - 16:55（115分） | 15:00 - 16:55（115分） | 15:00 - 16:55（115分） | 15:00 - 16:55（115分） |
| 2002.4.1   | 2002.5.31  | 15:00 - 16:59（119分） | 15:00 - 16:59（119分） | 15:00 - 16:59（119分） | 15:00 - 16:59（119分） |
| 2002.6.3   | 2002.10.4  | 14:05 - 16:59（174分） | 14:05 - 16:59（174分） | 14:05 - 16:59（174分） | 14:05 - 16:59（174分） |
| 2002.10.7  | 2005.4.1   | 15:00 - 16:59（119分） | 15:00 - 16:59（119分） | 15:00 - 16:59（119分） | 15:00 - 16:59（119分） |
| 2005.4.4   | 2005.9.30  | 15:00 - 15:30（30分）  | 15:58 - 16:55（57分）  | 15:00 - 16:55（115分） | 15:00 - 16:55（115分） |
| 2005.10.3  | 2006.3.31  | 14:07 - 15:30（83分）  | 15:58 - 16:55（57分）  | 14:07 - 16:55（168分） | 14:07 - 16:55（168分） |
| 2006.4.3   | 2007.3.30  | 14:07 - 16:55（168分） | 14:07 - 16:55（168分） | 14:07 - 16:55（168分） | 15:58 - 16:55（57分）  |
| 2007.4.2   | 2007.9.28  | 14:07 - 16:55（168分） | 14:07 - 16:55（168分） | 14:07 - 16:55（168分） | 14:07 - 16:55（168分） |
| 2007.10.1  | 2010.1.8   | 14:07 - 16:53（166分） | 14:07 - 16:53（166分） | 14:07 - 16:53（166分） | 14:07 - 16:53（166分） |
| 2010.1.11  | 2012.3.29  | 15:00 - 16:53（113分） | 15:00 - 16:53（113分） | 15:00 - 16:53（113分） | 15:00 - 16:53（113分） |
| 2012.3.30  | 2012.3.30  | 14:07 - 16:53（166分） | 14:07 - 16:53（166分） | 14:07 - 16:53（166分） | 14:07 - 16:53（166分） |
| 2012.4.2   | 2013.3.29  | 15:52 - 16:50（58分）  | 15:52 - 16:50（58分）  | 15:52 - 16:50（58分）  | 15:52 - 16:50（58分）  |
| 2013.4.1   | 2013.9.27  | 15:30 - 16:30（60分）  | 15:30 - 16:30（60分）  | 15:30 - 16:30（60分）  | 15:30 - 16:30（60分）  |

## 主な内容

### メイン内容
- 歴代のテレビドラマの再放送
  - 最近は主に数年前のドラマが多い。[注 5][注 6]
  - 現在放送中のドラマの主演俳優・女優が過去に主演した、もしくは出演したドラマを再放送することがある。[注 7]
  - 春と秋の改編期単発ドラマの傑作選（世にも奇妙な物語・ほんとにあった怖い話など）[注 8]
- 現在放送中のテレビドラマの再放送
  - テコ入れや最終話の放送に合わせるため[注 9]。
- 韓国ドラマ
  - 自社番組の再放送に代えて、2010年から2012年まで韓国ドラマをほぼ常時放送していた。
- チャンネルα ニュース
  - 2000年10月から2002年3月まで放送されたスポットニュース枠。おおむね14時の後半に挿入されていた。ただし、2001年10月29日以降は本編から独立し、『地元発信! 東京ジモティ』開始前の14:05 - 14:08に設置されていた。
- 歴代のアニメ（｢ドラゴンボールGT｣等）の再放送
  - DVDの発売等に合わせるため。

- 歴代のバラエティの再放送
  - 最近は、数年前に放送されたバラエティ番組が多い。[注 10]
- 特別報道番組/FNNスーパーニューススペシャル番組[注 11]

- 未放送となった番組の代替放送
  - 編成の都合により当初の時間に放送できなかった番組を放送する。[注 12]そのほか、2002年5月3日は金曜日ではあったが15時台に『スーパー競馬』（プリンシパルステークス・京都新聞杯・白馬岳特別）を放送した（5月5日は日曜日ではあったが中央競馬の開催そのものが無かった）。

- 放送を控えているゴールデンタイム・プライムタイム帯のレギュラー番組や特別番組の事前番組
  - 翌週や翌々週などに放送を控えているゴールデンタイム・プライムタイム帯のレギュラー番組や特別番組の予告・番宣扱いとなる事前番組を放送する。事前番組では、主に収録番組なら先出しで一部のシーンを放送したり、司会や出演者がインタビュー形式で見どころを解説するところが放送される。生放送番組なら過去の放送の傑作シーンやリハーサル風景を放送する。
  - 特別番組の過去の例では、『FNS歌謡祭』『FNSうたの夏まつり』『FNSうたの春まつり』『爆笑そっくりものまね紅白歌合戦スペシャル』『FNS27時間テレビ』などの番組の事前番組が放送された。

### サブ内容
- コマースゲートテレビショッピング
  - 株式会社コマースゲート提供の通信販売番組。ジャパネットたかたから引き継いだ。

- フジテレビミニット
  - バラエティ番組の番宣ミニ番組。主に14時の後半の不特定な時刻にコマーシャルのように3分間挿入されていた。
  - バラエティ番組の番宣スポットとともに、メイン出演者のこの番組だけの裏話を放送する。

- いいものα
  - 主に14時の前半に生コマーシャル方式で2分間挿入されたディノス提供の通信販売番組。

- ジャパネットたかたテレビショッピング
  - ジャパネットたかた提供の通信販売番組。[注 13]
  - 時間短縮前から唯一継続していたコーナー。短縮後は6月まで『知りたがり!』終了後のジャンクションと本編に挟まれカウキャッチャーのような形になっていた。2012年9月終了。

| フジテレビ  | フジテレビ  | フジテレビ    |
| 前番組      | 番組名      | 次番組        |
| ----------- | ----------- | ------------- |
| 2時のホント | チャンネルα | ドラマチックα |

## チャンネルΣ
「チャンネルΣ」（チャンネルシグマ）は、フジテレビで毎週土曜10:25 - 11:45に放送していた単発枠である。
それまで放送していた『ハッケン!!』打ち切りと『めざましどようびメガ』開始に伴い、2008年7月12日より毎週土曜10:45 - 11:45（のちにミニ番組「フジ子ちゃんねる」がスタート（2010年3月27日終了）により11:40終了となり、以後10:40に繰り上げとなる）が単発枠「チャンネルΣ」となった。主にバラエティ番組の再放送を行うほか、イベント関連の特別番組を放送する場合もある。2012年4月から2013年3月まで放送時間が毎週土曜10:45 - 11:45に変更され、2013年4月から2015年3月まで放送時間が毎週土曜10:45 - 11:40に変更され、2015年4月からそれまで放送していた『世界HOTジャーナル』の枠移動に伴い4月4日と4月11日のみ9:55 - 11:40で、4月18日から9月19日まで毎週土曜9:55 - 11:25で、9月26日から再び9:55 - 11:40に変更された。
- 2008年7月12日放送の第1回は、『裁判長のお弁当』（東海テレビ制作）だった。
- 2009年秋のBPOの「バラエティー番組に関する意見書」を受け、『私たちのフジテレビバラエティ宣言（インターネットアーカイブ保存データ）』を採択したのに伴い、2010年3月27日には、それに関連する特番として、バラエティー番組の歴史と功罪をフジテレビ独自の観点で検証する『悪いのはみんな萩本欽一である（インターネットアーカイブ保存データ）』が放送された。同番組は是枝裕和監督によるドキュメンタリー映像を織り交ぜ、バラエティとお笑いの歴史を検証した。もちろん萩本欽一本人も出演している。後日、FNS各局でも放送（深夜枠で放送の地域もある）。
- 2015年4月から、2012年4月から2015年3月まで土曜12:00枠で月2回放送されていた『ぶらぶらサタデータカトシ&温水の路線バスの旅』がこの枠で月1回放送すること[注 16]になった。
- 2016年4月2日から、2日前の3月31日に終了した平日の帯番組『ライオンのごきげんよう』に代わるライオン一社提供の全国ネット番組『ライオンのグータッチ』（毎週土曜9:55 - 10:25）と『噂にアタックNo.1』（毎週土曜11:25 - 11:50）を放送するため、放送枠が45分縮小され10:25 - 11:25に変更された。また、2015年4月から当番組で放送されていた『ぶらぶらサタデータカトシ&温水の路線バスの旅』は、2016年4月から1年ぶりに土曜12:00枠で放送されることになった。
- 2016年10月より放送枠が20分拡大され、10:25 - 11:45に再度変更される。
- 2018年4月より土曜昼に放送の『いただきハイジャンプ』が土曜10:25 - 10:53、同じく土曜昼に放送の『関ジャニ∞クロニクル』が土曜10:53 - 11:21、日曜昼に放送の『KinKi Kidsのブンブブーン』が土曜11:21 - 11:50にそれぞれ放送時間を移動するため、本枠は終了となった。
- 2018年3月31日放送の最終回は、『中村勘九郎・勘太郎・七之助が発見!「キュリオス」…芸の神髄SP』（10:25 - 11:25）と『芸能人が本気で考えた!ドッキリさせちゃうぞGP傑作選』（11:25 - 11:40）、ミニ番組『キュリオス〜好奇心の向こう側〜』の3番組が放送され、足掛け10年間の歴史に幕を下ろした。これにより『チャンネルα』以来続けていた18年間の歴史に幕を閉じた。

| フジテレビ 土曜10:25枠                        | フジテレビ 土曜10:25枠 | フジテレビ 土曜10:25枠 |
| 前番組                                        | 番組名                 | 次番組 |
| --------------------------------------------- | ---------------------- | --- |
| ハッケン!! ※9:55 - 11:40 （ - 2008年6月28日） | チャンネルΣ            | いただきハイジャンプ ※10:25 - 10:53 （2018年4月14日 - ）関ジャニ∞クロニクル ※10:53 - 11:21 （2018年4月14日 - 2020年3月28日）KinKi Kidsのブンブブーン ※11:21 - 11:50 （2018年4月14日 - ） |

## 土曜α
「土曜α」（どようアルファ）は、フジテレビ系列で毎週土曜12:00 - 13:00に放送していた単発枠である。2009年10月3日から新設された。2010年7月から11月までは、毎週土曜12:15 - 13:15に放送していた。2012年春の改編により毎週土曜12:00枠に、2012年3月まで毎週土曜17:00枠に放送されていた『さんまのまんま』が枠移動し、毎週土曜12:30枠には旅番組の『ぶらぶらサタデー』がスタートするため、2012年3月31日をもって終了することになった。
2005年4月から4年半にわたって放送していた『バニラ気分!』の終了に伴って新たに立ち上げられたこの枠は、主にゴールデンタイムの人気番組の再放送が行われている。
また、フジテレビ系列局（関西テレビ、東海テレビなど）のローカル番組を中心とした人気番組の不定期放送をする場合もある。

### 主な内容
- 再放送番組
  - ネプリーグ
  - 熱血!平成教育学院
  - VS嵐[注 18]
  - 踊る大捜査線：2010年4月3日より、過去のドラマシリーズ（連続ドラマ・スペシャルドラマ）をデジタルリマスター版として毎週1話ずつ放送している[2]。
  - 大晦日はマル・マル・モリ・モリ! 爆笑そっくりものまね紅白歌合戦 祭りだ祭りだスペシャル：2012年3月10日。内容を3時間に再編集し、12:00 - 14:55で再放送した（『土曜スペシャル』は休止）。
- ネット局番組
  - 冒険チュートリアル（関西テレビ）2010年2月6日[注 20]、12:55まで[注 21]
  - ぐっさん家〜THE GOODSUN HOUSE〜（東海テレビ）2010年2月13日、12:30まで[注 22]
- 単発番組
  - 激☆王（2010年1月9日。司会：中山秀征、中川翔子。渡辺プロダクション制作）
  - FNS歌謡祭完全ガイド 直前リハーサル生中継（2010年12月4日。司会：生野陽子アナ、椿原慶子アナ）

## 日曜α
「日曜α」（にちようアルファ）は、フジテレビで毎週日曜13:00に放送していた単発枠である。
2009年秋に、これまで放送していたさんま大先生シリーズ（『あっぱれさんま大先生』 - 『あっぱれ!!さんま新教授』）終了、ならびに『さんまのまんま』（関西テレビ制作）の日曜13:00枠への放送枠移動に伴い、10月4日より、空いた13:30 - 14:00に立ち上げられた。2011年4月から『さんまのまんま』の放送時間移動により1時間放送となった。
2014年秋の改編で、日曜23:15枠で放送されていた『新堂本兄弟』が終了し、後番組として『ヨルタモリ』が開始するため、KinKi Kidsの番組を日曜13:30枠に移動し、新番組『KinKi Kidsのブンブブーン』をスタートし、日曜13:00枠には、2011年4月から土曜日に放送されていた『さんまのまんま』が3年半ぶりに同時間に戻ることになったため、2014年9月で当番組は終了することになった。
30分時代は主に30分レギュラー番組の再放送を行い、不定期に13:00からに拡大（『さんまのまんま』を休止）し、60分レギュラー番組およびスペシャル番組の番宣を兼ねた再放送を行う場合もあった。また、フジテレビ系列局のローカル番組を中心とした人気番組の不定期放送をする場合もある（『さんまのまんま』と併用する場合は、東海テレビ『ぐっさん家』など）。

### 主な放送内容（日曜α）
レギュラー番組の再放送
- VivaVivaV6（2010年3月19日放送終了）
- ホンマでっか!?TV
- ほこ×たて（2013年10月20日放送終了）

スペシャル番組の再放送（再編集版）
- 爆笑 大日本アカン警察（2010年3月28日、13:00 - 14:00）
- 日本全国まるもうけ旅 ミヤネ式。（2010年4月18日、13:00 - 14:00）

ネット局番組
- ぐっさん家〜THE GOODSUN HOUSE〜（東海テレビ ※不定期）。2010年4月25日・6月20日・8月22日

など
スポーツ中継・特別番組などによる短縮・休止（日曜α）
本枠はスポーツ中継や特別番組などの編成により放送時間が短縮または放送休止される場合がある。条件は次の通り。
- 『みんなのKEIBA』の重賞レース開催に伴う放送枠拡大（14:30 - 、または14:40 - ）の場合は本枠を13:30までに短縮し『ザ・ノンフィクション』が繰り上げで放送される。
- マラソン中継（12:00 - 14:55）
  - 大阪国際女子マラソン（毎年1月）
  - 名古屋国際女子マラソン（毎年3月、2010年まで。2012年から名古屋ウィメンズマラソンに移行）
  - 北海道マラソン（毎年8月、2011年まで。2012年以降は北海道文化放送とBSフジで放送）
  - 東日本女子駅伝（毎年11月）
- FNS27時間テレビ（毎年7月、2017年より毎年9月）
- FNN報道特別番組（不定期）

など。
- なお、2010年2月28日に放送予定だった『さんまのまんま幸せって何だっけスペシャル』（13:00 - 14:00）[注 24]は、チリ大地震に伴う津波警報関連の報道特別番組で休止となったため、3週間延期され3月21日に放送された。

| フジテレビ 日曜13:30枠 | フジテレビ 日曜13:30枠             | フジテレビ 日曜13:30枠 |
| 前番組 | 番組名                             | 次番組 |
| --- | ---------------------------------- | --- |
| あっぱれ!!さんま新教授 ※13:00 - 13:45 （ - 2009年9月27日）ザ・ノンフィクション ※13:45 - 14:45 （ - 2009年9月27日） （14:00 - 14:55に変更して継続） | 日曜α （2009年10月4日 - 2012年春） | 日曜α ※13:00 - 14:00 （30分拡大して継続）                                                                                            |
| フジテレビ 日曜13:00枠 |                                    | |
| さんまのまんま ※13:00 - 13:30 （ - 2011年3月20日）日曜α ※13:30 - 14:00 （30分拡大で継続）                                                          | 日曜α （ - 2014年9月28日）         | さんまのまんま ※13:00 - 13:30 （2014年10月5日 - ●年●月●日）KinKi Kidsのブンブブーン ※13:30 - 14:00 （2014年11月2日 - 2018年3月25日） |